# 紀淑如
紀淑如（1982年11月21日—）是台灣跆拳道運動員，現為高雄市政府警察局刑事警察大隊警務員。

## 生平
出生於屏東縣，曾就讀於潮州國小、潮州國中、北一女中、中央警察大學畢業，任台北縣警察局婦幼隊巡官，並在上任一週後即逮到橫行三重的公寓之狼。後來擔任新北市警察局交通警察大隊海山分隊分隊長，並就讀於國立臺灣師範大學競技運動學系碩士班。
紀淑如於2000年參加在澳大利亞雪梨主辦奧林匹克運動會代表中華民國參加跆拳道項目並獲得銅牌。後於2003年世大運跆拳道獲銅牌，2004年雅典奧運於8強戰中敗給泰國選手，最後名列第5。
擔任刑警初期，就破獲大案，曾和陳詩欣、朱木炎等一同擔任警校招生代言人。於2011年2月11日爆發與昔日部屬發生不倫戀，造成社會譁然。 

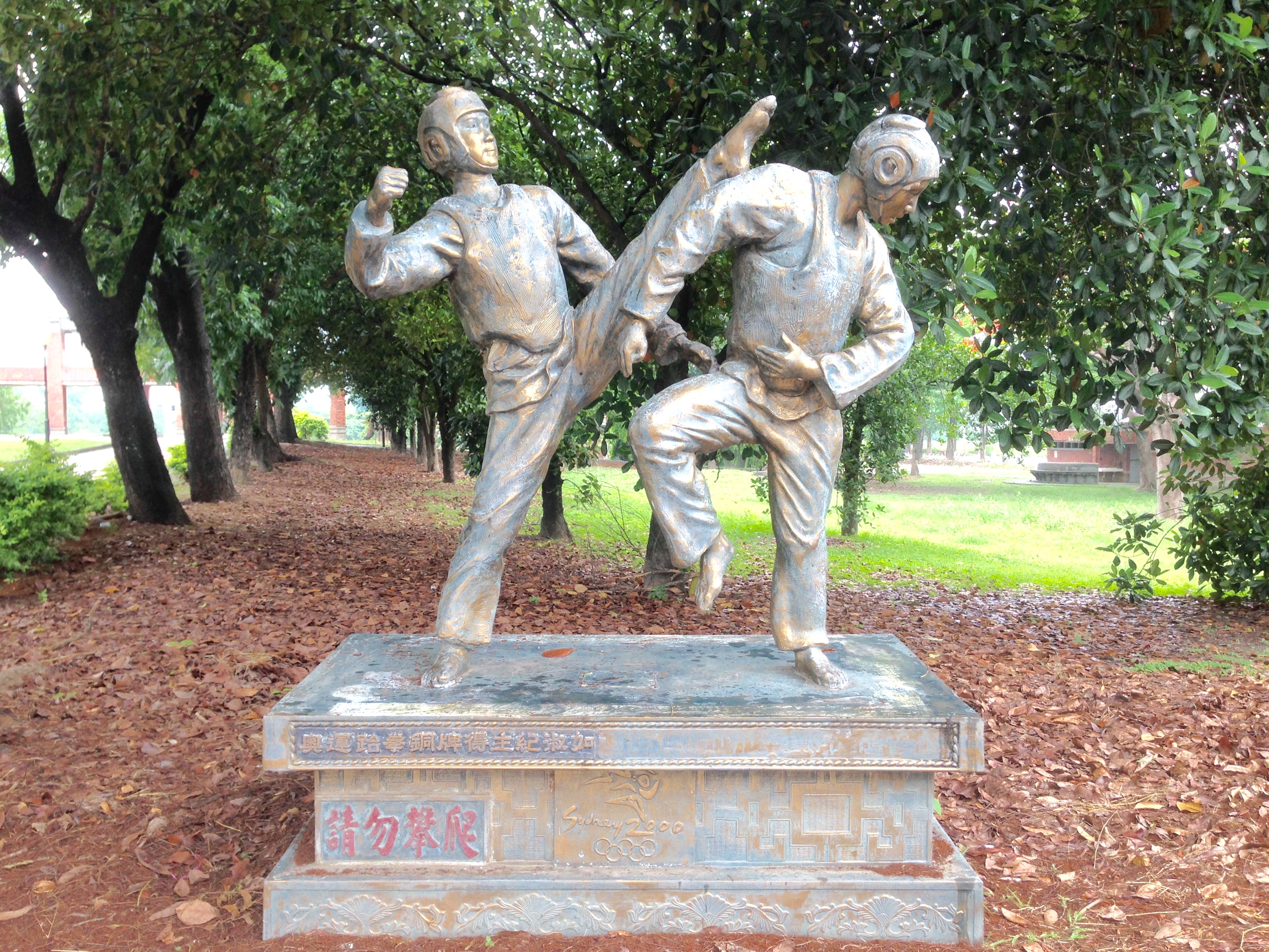
紀淑如銅像，位在麟洛運動公園。